# Phương tích của một điểm

Ý nghĩa hình học

Trong hình học phẳng sơ cấp, phương tích của một điểm là một số thực thể hiện khoảng cách tương đối của điểm đó đối với một đường tròn cho trước. Khái niệm này được giới thiệu bởi nhà toán học Jakob Steiner năm 1826.
Một cách cụ thể, phương tích {\displaystyle \Pi (P)} của một điểm {\displaystyle P} đối với một đường tròn {\displaystyle c} với tâm {\displaystyle O} và bán kính {\displaystyle r} được định nghĩa bởi
{\displaystyle \Pi (P)=|PO|^{2}-r^{2}.}
Nếu {\displaystyle P} nằm bên ngoài đường tròn thì {\displaystyle \Pi (P)>0},
nếu {\displaystyle P} nằm trên đường tròn thì {\displaystyle \Pi (P)=0}, và
nếu {\displaystyle P} nằm bên trong đường tròn thì {\displaystyle \Pi (P)<0}.
Do định lý Pythagoras, số {\displaystyle \Pi (P)} có ý nghĩa hình học đơn giản thể hiện trong sơ đồ bên phải: Đối với một điểm {\displaystyle P} nằm ngoài đường tròn thì {\displaystyle \Pi (P)} là bình phương khoảng cách theo tiếp tuyến {\displaystyle |PT|} của điểm {\displaystyle P} tới đường tròn {\displaystyle c}.
Những điểm có cùng phương tích đối với một đường tròn {\displaystyle c}, tức là các đường đẳng giá trị {\displaystyle \Pi (P)}, là các đường tròn đồng tâm với {\displaystyle c}.
Steiner đã sử dụng phương tích của một điểm để chứng minh một vài khẳng định về đường tròn, ví dụ:
- Xác định một đường tròn, cắt bốn đường tròn đã cho với cùng một góc.[2]
- Giải Bài toán của Apollonius
- Dựng các đường tròn Malfatti:[3] Đối với một tam giác đã cho xác định ba đường tròn tiếp xúc nhau và mỗi đường tròn tiếp xúc với hai cạnh của tam giác.
- Phiên bản hình học cầu của bài toán Malfatti:[4] Tam giác nêu trên là một tam giác cầu.

Những công cụ quan trọng trong việc nghiên cứu các đường tròn là trục đẳng phương của hai đường tròn và tâm đẳng phương của ba đường tròn.
Sơ đồ phương tích là một tập hợp các đường tròn chia mặt phẳng thành các miền, một miền tương ứng với một đường tròn cho trước gồm những điểm có phương tích đối với đường tròn đó nhỏ hơn phương tích của tất cả các đường tròn khác.
Tổng quát hơn, nhà toán học Pháp Edmond Laguerre đã định nghĩa phương tích của một điểm đối với một đường cong đại số bất kỳ theo cách tương tự.

## Tính chất hình học
Ngoài những tính chất đã nêu trên, sau đây là một số tính chất sâu hơn:

### Đường tròn trực giao

Đường tròn trực giao (màu xanh lá)

Góc giữa hai đường tròn

Đối với một điểm bất kỳ {\displaystyle P} bên ngoài đường tròn {\displaystyle c} tồn tại hai tiếp điểm {\displaystyle T_{1},T_{2}} nằm trên đường tròn {\displaystyle c}, với những khoảng cách bằng nhau tới {\displaystyle P}. Do đó đường tròn {\displaystyle o} với tâm {\displaystyle P} đi qua {\displaystyle T_{1}} cũng đi qua {\displaystyle T_{2}}, và được gọi là cắt đường tròn {\displaystyle c} trực giao:
- Đường tròn với tâm {\displaystyle P} và bán kính {\displaystyle {\sqrt {\Pi (P)}}} cắt đường tròn {\displaystyle c} trực giao.

Nếu bán kính {\displaystyle \rho } của đường tròn tâm {\displaystyle P} khác {\displaystyle {\sqrt {\Pi (P)}}}, ta có thể định nghĩa góc giao {\displaystyle \varphi } giữa hai đường tròn, nhờ áp dụng định lý cosin (xem hình vẽ):
{\displaystyle \rho ^{2}+r^{2}-2\rho r\cos \varphi =|PO|^{2}}
{\displaystyle \rightarrow \ \cos \varphi ={\frac {\rho ^{2}+r^{2}-|PO|^{2}}{2\rho r}}={\frac {\rho ^{2}-\Pi (P)}{2\rho r}}}
({\displaystyle PS_{1}} và {\displaystyle OS_{1}} là các bán kình và pháp tuyến với tiếp tuyến của đường tròn.)
Nếu {\displaystyle P} nằm bên trong đường tròn {\displaystyle c} thì {\displaystyle \Pi (P)<0} và {\displaystyle \varphi } luôn khác {\displaystyle 90^{\circ }}.
Nếu góc {\displaystyle \varphi } đã cho thì có thể tính bán kính {\displaystyle \rho } bằng cách giải phương trình bậc hai
{\displaystyle \rho ^{2}-2\rho r\cos \varphi -\Pi (P)=0}.

### Định lý cát tuyến cắt nhau và định lý dây cung cắt nhau

Định lý cát tuyến và định lý dây cung

Đối với các định lý cát tuyến cắt nhau và định lý dây cung cắt nhau, phương tích của một điểm đóng vai trò là một bất biến:
- Định lý cát tuyến cắt nhau: Đối với điểm {\displaystyle P} nằm ngoài đường tròn {\displaystyle c} và từ đó vẽ cát tuyến {\displaystyle g} cắt {\displaystyle c} tại các giao điểm {\displaystyle S_{1},S_{2}}, khẳng định sau là đúng: {\displaystyle |PS_{1}|\cdot |PS_{2}|=\Pi (P)}, do đó tích này không phụ thuộc vào đường thẳng {\displaystyle g}. Nếu {\displaystyle g} là là tiếp tuyến thì{\displaystyle S_{1}=S_{2}} và khẳng định này được gọi là định lý tiếp tuyến-cát tuyến.
- Định lý dây cung cắt nhau: Đối với một điểm {\displaystyle P} nằm trong đường tròn {\displaystyle c} và các giao điểm {\displaystyle S_{1},S_{2}} của một cát tuyến {\displaystyle g} của {\displaystyle c} thì khẳng định sau là đúng: {\displaystyle |PS_{1}|\cdot |PS_{2}|=-\Pi (P)}, do đó tích này không phụ thuộc vào đường thẳng {\displaystyle g}.

### Trục đẳng phương
Cho {\displaystyle P} là một điểm và {\displaystyle c_{1},c_{2}} là hai đường tròn không đồng tâm với các tâm tương ứng {\displaystyle O_{1},O_{2}} và các bán kính tương ứng {\displaystyle r_{1},r_{2}}. Điểm {\displaystyle P} có phương tích {\displaystyle \Pi _{i}(P)} đối với đường tròn {\displaystyle c_{i}}. Tập hợp tất cả các điểm {\displaystyle P} với {\displaystyle \Pi _{1}(P)=\Pi _{2}(P)} là một đường thẳng được gọi là trục đẳng phương. Nó chứa những điểm có thể là điểm chung của hai đường tròn và vuông góc với đường nối tâm {\displaystyle {\overline {O_{1}O_{2}}}}.

## Chứng minh chung của định lý cát tuyến và định lý dây cung

Định lý cát tuyến/dây cung: chứng minh

Phương tích của một điẻm đối với một mặt cầu

Cả hai định lý, và bao gồm cả định lý tiếp tuyến-cát tuyến, có thể được chứng minh đồng thời:
Cho {\displaystyle P:{\vec {p}}} là một điểm với biểu diễn vectơ, {\displaystyle c:{\vec {x}}^{2}-r^{2}=0} là một đường tròn với tâm ở gốc tọa độ và {\displaystyle {\vec {v}}} là một vectơ đơn vị chỉ hướng bất kỳ. Các tham số  {\displaystyle t_{1},t_{2}} của các điểm chung của đường thẳng {\displaystyle g:{\vec {x}}={\vec {p}}+t{\vec {v}}} (đi qua {\displaystyle P}) với đường tròn {\displaystyle c} có thể được xác định bằng cách thay phương trình tham số của đường thẳng vào phương trình của đường tròn:
{\displaystyle ({\vec {p}}+t{\vec {v}})^{2}-r^{2}=0\quad \rightarrow \quad t^{2}+2t\;{\vec {p}}\cdot {\vec {v}}+{\vec {p}}^{2}-r^{2}=0\ .}
Từ định lý Viète có thể tìm ra:
{\displaystyle t_{1}\cdot t_{2}={\vec {p}}^{2}-r^{2}=\Pi (P)}. (không phụ thuộc vào {\displaystyle {\vec {v}}} !)
{\displaystyle \Pi (P)} là phương tích của {\displaystyle P} đói với đường tròn {\displaystyle c}.
Bởi vì {\displaystyle |{\vec {v}}|=1} ta có những kết luận sau đây đối với các điểm {\displaystyle S_{1},S_{2}}:
{\displaystyle |PS_{1}|\cdot |PS_{2}|=t_{1}t_{2}=\Pi (P)\ }, nếu {\displaystyle P} nằm ngoài đường tròn,
{\displaystyle |PS_{1}|\cdot |PS_{2}|=-t_{1}t_{2}=-\Pi (P)\ }, nếu {\displaystyle P} nằm trong đường tròn ({\displaystyle t_{1},t_{2}} có dấu khác nhau).
Trong trường hợp {\displaystyle t_{1}=t_{2}} thì đường thẳng {\displaystyle g} là một tiếp tuyến và {\displaystyle \Pi (P)} là bình phương khoảng cách theo phương tiếp tuyến từ điểm {\displaystyle P} tới đường tròn {\displaystyle c}.

## Phương tích của một điểm đối với một mặt cầu
Khái niệm phương tích của một điểm đối với một đường tròn có thể được mở rộng cho một mặt cầu. Các định lý cát tuyến và dây cung cũng đúng đối với một mặt cầu, và có thể được chứng minh tương tự trường hợp đường tròn.